# Експедиција 56 (МСС)
Експедиција 56 је 56. по реду вишемесечна експедиција на Међународној свемирској станици (акроним МСС), у којој су учествовали Олег Артемјев, Ендру Фјустел, Ричард Арнолд, Сергеј Прокопјев, Александар Герст и Серена Ауњон-Чанселор. Током боравка на МСС чланови експедиције су спровели низ експеримената и детаљних анализа од којих је већина везана за адаптацију људског тела на микрогравитацију у ниској Земљиној орбити, као и на утицај вишемесечног боравка у таквом окружењу на људско тело. Резултати ових анализа послужиће за наредне дугорочне експедиције, од којих ће неке можда трајати и више од две године, како би се симулирао лет до Марса.

## Посада
| Позиција          | Први део (3 — 8. јун 2018) | Други део (8.јун — 4 октобар 2018) | Број полетања | Брод за отпремање    |
| ----------------- | -------------------------- | ---------------------------------- | ------------- | -------------------- |
| Командант         | САД — Ендру Фјустел        | САД — Ендру Фјустел                | 3             | Русија — Сојуз МС-08 |
| Летачки инжењер 1 | Русија — Олег Артемјев     | Русија — Олег Артемјев             | 2             | Русија — Сојуз МС-08 |
| Летачки инжењер 2 | САД — Ричард Арнолд        | САД — Ричард Арнолд                | 2             | Русија — Сојуз МС-08 |
| Летачки инжењер 3 |                            | Русија — Сергеј Прокопјев          | 1             | Русија —Сојуз МС-09  |
| Летачки инжењер 4 |                            | Немачка — Александар Герст         | 2             | Русија —Сојуз МС-09  |
| Летачки инжењер 5 |                            | САД — Серена Ауњон-Чанселор        | 1             | Русија —Сојуз МС-09  |

Напомена
Првобитно је НАСА предвидела да астронауткиња Џенет Епс буде инжењер лета за Експедиције 56 и 57, и буде прва афроамериканака која је летела у у свемир, али 16. јануара 2018. године НАСА је објавила да је Џенет Епс замењана резервном астронауткињом Сереном Ауњон-Чанселор. За ову замену није дато никаво објашњење.

## Активности
Током мисије међу десетинама других научних експеримената, посада је проучавала:
- понашање атома у екстремним условима,
- истраживала раст микроба на свемирској станици,
- вршила испитивања могућности проширење навигацијских способности,
- вршила припрему за будуће експедиције далеко од Земље,
- спроводили експерименте и студије у другим научним областима — од физике до биологије.

Током ове експедиције спроведена су и два изласка у отворени свемир (свемирске шетње). Један су спровели амерички чланови посаде, а други руски. Током првог, фокус је био на инсталирању нових камера високе резолуције на полеђини модула Хармони, како би се обезбедио бољи приказ пристајања комерцијалних капсула са људском посадом Драгон 2 и CST-100 Starliner.
Током ове свемирске шетње астронаут Ендру Фјустел попео се на треће место листе по времену проведеном шетајући свемиром.
У јуну, јулу и септембру експедицију су посетила три беспилотна брода, којим је испоручена електроника, хардвер и логистичка опрема станици.

## Ванредна ситуација
Ванредна ситуација на броду (која је могла да утиче на безбедност посаде), догодила се 29. августа 2018. године, када је контрола лета открила незнатно цурења гаса и пад притиска ваздуха у станици. Након сазнања о цурењу, астронаути су детаљним прегледом открили рупу промера 2 мм у орбиталном модулу свемирске летелице Сојуз МС-09. Рупа је привремено поправљена самолепљивом траком, након чега је уследила и њена дефинитивна санација прекривањем газом и епоксидом.
Како се накнадном истрагом дошло до закључка да рупу није изазвао удар микрометеорита или судар са свемирским остацима, шеф Роскосмоса, Дмитриј Рогозин, званично је изјавио да је реч о рупи насталој изнутра. Трагови показују да је бушилица која је прво клизила по материјалу изазвала рупу. Како су за овај пропуст били одговорни Руси постало је питање части да „РКК Енергија” нађе одговорну особу, и разјасни да ли је то била грешка или намера и када је настала, на Земљи или у свемиру.